# William Dahl
Kjell Gustaf William Dahl, född 3 februari 1883 i Laholm, död 9 september 1917 eller 1919 i Axtell, Nebraska, var en amerikansk präst.
Dahl var son till vice rektorn i Laholm, senare kyrkoherden i Osby Samuel Dahl, sonson till Gustav Leonard Dahl, samt bror till Viking Dahl. Han var elev vid Osby folkhögskola och därefter vid Malmö högre allmänna läroverk 1897–1900. Han anställdes därefter vid Björneborgs pappersbruk och reste 1902 till USA för praktik. Där blev han så intresserad av Augustanasynoden att han slog om och från 1903 började studera teologi vid Augustana College. År 1907 blev han prästvigd och placerades samma år i White Rock, South Dakota som pastor för de tre församlingarna Saint Joseph, Valla och Bethany. Dahl var därefter biträdande superintendent vid Immanuel Deaconess Institute 1909–1912 och pastor vid Bethphageförsamlingen i Axtell 1912–1916. Han var initiativtagare till Bethphage inre missionsförening 1913 och från samma år superintendent för densamma.